# Aberto de Tênis de Santa Catarina
L'Aberto de Tênis de Santa Catarina è un torneo di tennis professionistico giocato sulla terra rossa. Fa parte dell'ATP Challenger Tour. Si è giocato tra il 2006 e il 2008 a Florianopolis, in Brasile. Dal 2009 si è giocato a Blumenau, in Brasile. Nel 2023 il torneo ritorna sui campi di Florianopolis.

## Storia
Il torneo non si è disputato tra il 2013 e il 2021, è stato ripristinato a Blumenau nel 2022 e inserito solo quell'anno nel circuito Legión Sudamericana creato per aiutare lo sviluppo professionale dei tennisti sudamericani. L'anno successivo, nel 2023, il torneo è stato riportato a Florianopolis, dal nuovo sponsor, l'Engie, che ha sede proprio nella città in cui si disputa il torneo, e che dal 2023 è anche lo sponsor principale dei tornei brasiliani.

## Albo d'oro

### Singolare
| Località      | Year       | Campione                   | Finalista                | Punteggio            |               |
| ------------- | ---------- | -------------------------- | ------------------------ | -------------------- | ------------- |
| Florianópolis | 2024       | Enzo Couacaud              | João Lucas Reis da Silva | 3–6, 6–4, 7–6(1)     |               |
| Florianópolis | 2023       | Marcelo Tomás Barrios Vera | Alejandro Tabilo         | 6–4, 6–4             |               |
| Blumenau      | 2022       | Igor Marcondes             | Juan Bautista Torres     | 3–6, 7–5, 6–1        |               |
| Blumenau      | 2021- 2013 | Non disputato              | Non disputato            | Non disputato        | Non disputato |
| Blumenau      | 2012       | Antonio Veić               | Paul Capdeville          | 3–6, 6–4, 5–2 ritiro |               |
| Blumenau      | 2011       | José Acasuso               | Marcelo Demoliner        | 6–2, 6–2             |               |
| Blumenau      | 2010       | Marcos Daniel              | Bastian Knittel          | 7–5, 6(5)–7, 6–4     |               |
| Blumenau      | 2009       | Marcelo Demoliner          | Rogério Dutra da Silva   | 6–1, 6–0             |               |
| Florianópolis | 2008       | Thomaz Bellucci            | Franco Ferreiro          | 4–6, 6–4, 6–2        |               |
| Florianópolis | 2007       | Paul Capdeville            | Juan Pablo Guzmán        | 7–6(0), 6–0          |               |
| Florianópolis | 2006       | Ricardo Mello              | Diego Junqueira          | 6–3, 5–7, 7–6(4)     |               |

### Doppio
| Località      | Year                                                      | Campione                              | Finalista                                   | Punteggio         |               |
| ------------- | --------------------------------------------------------- | ------------------------------------- | ------------------------------------------- | ----------------- | ------------- |
| Florianópolis | 2024                                                      | Daniel Cukierman Carlos Sánchez Jover | Lorenzo Joaquín Rodríguez Franco Roncadelli | 6–0, 3–6, [10–4]  |               |
| Florianópolis | [[Aberto de Tênis de Santa Catarina 2023 - Doppio\|2023]] | Pedro Boscardin Dias Gustavo Heide    | Christian Oliveira Pedro Sakamoto           | 6–2, 7–5          |               |
| Blumenau      | 2022                                                      | Boris Arias Federico Zeballos         | Diego Hidalgo Cristian Rodríguez            | 7–6(3), 6–1       |               |
| Blumenau      | 2021- 2013                                                | Non disputato                         | Non disputato                               | Non disputato     | Non disputato |
| Blumenau      | 2012                                                      | Marin Draganja Dino Marcan            | Blaž Kavčič Antonio Veić                    | 6–2, 6–0          |               |
| Blumenau      | 2011                                                      | Franco Ferreiro (2) André Sá (2)      | Adrián Menéndez Maceiras Leonardo Tavares   | 6–2, 3–6, [10–4]  |               |
| Blumenau      | 2010                                                      | Franco Ferreiro (1) André Sá (1)      | André Ghem Simone Vagnozzi                  | 6–4, 6–3          |               |
| Blumenau      | 2009                                                      | Marcelo Demoliner Rodrigo Guidolin    | Rogério Dutra da Silva Júlio Silva          | 7–5, 4–6, [13–11] |               |
| Florianópolis | 2008                                                      | Adrián García Leonardo Mayer          | Thomaz Bellucci Bruno Soares                | 6–2, 6–0          |               |
| Florianópolis | 2007                                                      | Pablo Cuevas Horacio Zeballos         | Andre Miele João Souza                      | 6–4, 6–4          |               |
| Florianópolis | 2006                                                      | Máximo González Sergio Roitman        | Thiago Alves Júlio Silva                    | 6–2, 3–6, [10–5]  |               |